# Kárpáti Péter
Kárpáti Péter (Budapest, 1961. április 5. –) József Attila-díjas magyar drámaíró, színházi dramaturg, rendező, egyetemi docens.

## Életpályája
1979–1983 között szerzett diplomát a Színház- és Filmművészeti Főiskola dramaturg szakán. 1990–1992 között a Játékszín, 1992–1994 között a Kolibri Színház, 1994–2000 között az Új Színház, 1997–2001 között a Bárka Színház, 2000–2010 között pedig a tatabányai Jászai Mari Színház dramaturgja volt. 2005–2021 között a Színház- és Filmművészeti Egyetem osztályvezető docense. 2021-től a Freeszfe és a Marosvásárhelyi Művészeti Egyetem tanára. 
Szülei Bíró Zsuzsa filmdramaturg, forgatókönyvíró és Kárpáti János zenetörténész. Fia Kárpáti István színházrendező.

### Munkássága
Több, mint húsz darabját mutatták be színpadon. Darabjait játszotta a budapesti Katona József Színház, a Vígszínház, a Bárka Színház, az Örkény István Színház, a Radnóti Miklós Színház, a Pesti Színház, a tatabányai Jászai Mari Színház, a Pécsi Nemzeti Színház, a szolnoki Szigligeti Színház, a debreceni Csokonai Nemzeti Színház, kaposvári Csiky Gergely Színház és a Trafó. Több darabját játszották Londonban, Montréalban, Varsóban, Hamburgban, Bécsben és Párizsban illetve felvidéki, vajdasági és erdélyi magyar nyelvű színházakban is.

## Színházi munkái

### Szerzőként
- Cinóber (1985)
- Szingapúr, végállomás (1987)
- Az ismeretlen katona (1990)
- Az út végén a folyó (1990)
- Akárki (1993, 1995-1996, 2000, 2008)
- Országalma (1995-1996, 1998, 2010)
- Halhatatlan háború (1996)
- Méhednek gyümölcse (1996)
- Díszelőadás (1997)
- Világvevő (2000)
- Tótferi avagy hogy született a világhőse, kinek keresztanyja a Szempétör volt (2000, 2004, 2006)
- Pájinkás János (2001-2002, 2008)
- Nick Carter avagy végső leszámolás Dr. Quartzcal (2001, 2008, 2010)
- Rumcájsz, a rabló (2003-2005, 2006)
- A negyedik kapu (2003-2004, 2004-2006)
- Miaszerelem? (2003, 2005, 2007)
- Rumcájsz és csibészke (2005)
- Első éjszaka avagy az utolsó. Mit tett Umáma Átikával? Avagy a szerelem megszállott rabjának története (2005)
- Nesze, nesze, nesze! (2006)
- Az öldöklő tejcsarnok (avagy piszkos Fred nem lép közbe sajnos) (2007)
- Búvárszínház (2007)
- Szörprájzparti (2009)
- A pitbull cselekedetei (2011)

### Rendezőként
- Szörprájzparti (2009)
- Vándoristenek (2010)
- Apalabirintus (társrendező, 2010)
- Nick Carter (2011)
- A pitbull cselekedetei (2011)
- Az álom féltestvére (2013)

## Művei
- Halhatatlan háború. Három színdarab; Prológus, Bp., 1992
- Országalma. Vásári játék; Neoprológus, Bp., 1995 (A magyar dráma fóruma)
- Díszelőadás. A bosnyákok gyógyítása avagy a kísérleti kórtani búvárkodás haladása hazánkban; Liget Műhely Alapítvány, Bp., 1996 (Liget könyvek)
- Világvevő. Öt színdarab; Jelenkor, Pécs, 1999
- A kivándorló zsebkönyve. Egy díszelőadás és öt színdarab; Jelenkor, Pécs, 2004
- A Pitbull cselekedetei. Négy színdarab; Palatinus, Bp., 2011
- Színház az orrod hegyén. Kárpáti Péter improvizációs technikájával készült színdarabok; közrem. Varga Zsófia, Georgita Máté Dezső; Selinunte, Bp., 2018 (Kortárs drámaírók)
- Dogmaszínház. Egyfelvonásosok. Kárpáti Péter improvizációs technikája alapján készült egyfelvonásos színdarabok; szerk. Herczog Noémi; SZFE, Bp., 2019 (SZFE kötetek)
- TÉRKÉP A TÚLVILÁGRÓL. A drámaíró regénye és válogatott színdarabjai. Selinunte, Bp., 2023￼

## Díjai, elismerései
- Budapest Főváros Írói Nívódíja (1991)
- Vígszínház Drámapályázat II. díj (1994)
- Déry Tibor-díj (1996)
- Móricz Zsigmond-ösztöndíj (1996)
- Madách Imre-díj (1997)
- Dramaturg Céh: „Legjobb új magyar dráma" (Tótferi) (1999)
- Szép Ernő Jutalom (1999, 2005)
- Dramaturg Céh: „Legjobb új magyar dráma" (Pájinkás János) (2001)
- Színikritikusok Díja, legjobb új magyar dráma, A negyedik kapu (2003)
- József Attila-díj (2006)
- Debreceni Alternatív Színházi Szemle Nívódíja (2009)
- Bálint Lajos-vándorgyűrű (2023)[5]